# Otto Hornemann
Otto Hornemann, nemški general in vojaški zdravnik, * 24. februar 1877, † 25. oktober 1946.

## Življenjepis
Med letoma 1927 in 1929 je bil divizijski zdravnik 4. divizije, nato pa do upokojitve leta 1932 zdravnik Poveljstva skupine 1 in član Znanstvenega senata za vojaško-medicinske zadeve. 
Leta 1939 je bil aktiviran kot zdravnik v 13. vojaškem okrožju.